# ワーリビ・ホーランド
ワーリビ・ホーランド（Walibi Holland）はオランダのビッディングハイゼンに位置するテーマパーク。最初のワリビ公園の起源である公園は、1975にベルギーの実業家であるEddyMeeùsによって作成されました。Walibi Belgium という名前は、公園のある3つの自治体、Wavre、Limal、Bierges ベルギーに由来しています。

## 概要
1971年5月21日に開園。Flevohofという名称でオープンした。1992年の破綻後、1994年5月7日からはワーリビ・グループが運営、ワーリビ・フレヴォとなり、2000年にシックス・フラッグスの傘下となり、シックス・フラッグス・ホーランドとなる。2004年に解消後は再びワーリビ・ワールドとなり、2010年、現在の名称に至る。